# Laurence Debray
Laurence Debray (París, 1976) és una escriptora, guionista i directora de documentals francesa.
Filla de l'intel·lectual i filòsof francès Régis Debray i l'antropòloga veneçolana Elizabeth Burgos, el 2018 va escriure una biografia sobre els seus dos pares, Filla de revolucionaris.
En la seva infància va viure en un campament a Cuba. Va estudiar Història i Literatura en La Sorbona, Economia en la London Schools of Economics i a l'Escola d'Estudis Superiors de Comerç de París (HEC). Es va dedicar a treballar en les finances.
És admiradora del rei Juan Carlos I d'Espanya i de la transició espanyola, del qual ha realitzat llibres i un documental.
Va viure a França i Espanya, amb llargues estades a Veneçuela, Londres i Nova York. Està casada amb Émile Servan-Schreiber (fill de Jean-Jacques Servan-Schreiber) i té 2 fills.

## Filmografia
Com a guionista
- 2019, Venezuela, l'ombre de Chavez (documental)[6]
- 2016 Lundi en histoires (sèrie documental en el que va escriure el guió per l'episodi Moi, Juan Carlos, roi d'Espagne)

Com a directora
- 2019, Venezuela, l'ombre de Chavez (documental)

Com a ella mateixa
- 2017, L'émission politique (sèrie de televisió en la qual participà en l'episodi del 30 de novembre de 2017)
- 2017, C politique (sèrie de televisió en la qual participà en l'episodi del 29 d'octubre de 2017)
- 2013, Secrets d'histoire (sèrie de televisió documental en la qual participà en l'episodi Juan Carlos, le roi des Espagnols)